# 谷岡健吉
谷岡 健吉（たにおか けんきち、1948年2月 - ） は、日本の工学者。NHK放送技術研究所長、海洋研究開発機構招聘上席技術研究員、ニューヨーク州立大学ストーニーブルック校医学部客員教授、映像情報メディア学会副会長などを歴任した。恩賜発明賞、産学官連携功労者表彰等受賞。

## 人物・経歴
高知県高知市の開業医の家に生まれる。高知市立潮江中学校を経て、1966年高知工業高等学校電気科卒業、日本放送協会入局。1989年NHK放送技術研究所映像デバイス研究部主任研究員。1994年博士（工学）（東北大学）。1995年NHK放送技術研究所イメージデバイス研究副部長。1997年NHK放送技術研究所撮像デバイス主任研究員。2000年NHK放送技術研究所撮像デバイス部長。2004年NHK放送技術研究所放送デバイス部長（局長級）。2006年NHK放送技術研究所所長（理事待遇）。2008年定年退職、高知工科大学客員教授。2011年東京電機大学工学部客員教授。2015年ニューヨーク州立大学ストーニーブルック校医学部客員教授（放射線医学）。2019年順天堂大学客員教授。メディカル・イノベーション・コンソーシアム副理事長。元映像情報メディア学会副会長。海洋研究開発機構基盤技術研究開発グループ招聘上席技術研究員。

## 受賞
- 1982年 鈴木記念賞[2]
- 1983年 放送文化基金賞[2]
- 1990年 放送文化基金賞[2]
- 1991年 市村学術賞功績賞[2]、丹羽高柳賞論文賞[2]、SMPTE Journal Award[2]
- 1993年 高柳記念奨励賞[2]
- 1994年 大河内記念技術賞[2]
- 1996年 全国発明表彰恩賜発明賞[2]
- 2002年 放送文化基金賞[2]
- 2008年 文部科学大臣表彰科学技術賞[2]、産学官連携功労者表彰日本学術会議会長賞[2]
- 2012年 前島密賞[2]、丹羽高柳賞功績賞[2]